# Worstelen op de Olympische Zomerspelen 2012
Worstelen is een van de sporten die beoefend werden tijdens de Olympische Zomerspelen 2012 in Londen. De wedstrijden vonden van 5 tot en met 12 augustus plaats in het London ExCeL International Exhibition Centre. De vrouwen streden alleen in de vrije stijl, de mannen zowel in de Grieks-Romeinse als in de vrije stijl.

## Kwalificatie
Aan het toernooi mochten maximaal 344 worstelaars deelnemen. Via kwalificatie konden 72 vrouwen (18 per onderdeel) en 266 mannen (19 per onderdeel) zich plaatsen. Daarnaast werden er zes plaatsen verdeeld over de klassen voor deelnemers uit het gastland en/of door de olympische tripartitecommissie uitgenodigde worstelaars. Elk land mocht maximaal een deelnemer per onderdeel inschrijven, indien men een quotaplaats had weten te bemachtigen.
Het eerste kwalificatietoernooi was de wereldkampioenschappen worstelen 2011 in Istanboel. Op dit toernooi kwalificeerden de beste zes per gewichtsklasse zich voor de Olympische Spelen, in totaal 108 worstelaars. Daarna waren er vier continentale kwalificatietoernooien in 2012, waarbij de beste twee per gewichtsklasse (per toernooi) zich kwalificeren. In totaal werden tijdens deze vier toernooien 144 tickets verdeeld. Bij het eerste mondiale kwalificatietoernooi kwalificeerden in totaal 50 worstelaars zich voor de Spelen, drie mannen en twee vrouwen per gewichtsklasse. Bij het afsluitende mondiale kwalificatietoernooi plaatsten nog eens twee mannen en twee vrouwen zich voor de Olympische Spelen, in totaal 36 worstelaars.
Een land dat zich reeds geplaatst had in een gewichtsklasse, kon gedurende de rest van de kwalificatieperiode geen sporter meer inschrijven in de desbetreffende gewichtsklasse. Na afloop van de kwalificatieperiode vergaf de olympische tripartitecommissie in samenwerking met de FILA (worstelbond) de resterende tickets aan het gastland of aan landen die geen quotaplaatsen hadden weten te bemachtigen.
Overzicht
| Toernooi                                                  | Datum                                                     | Locatie                                                   | Plaatsen                                        |
| --------------------------------------------------------- | --------------------------------------------------------- | --------------------------------------------------------- | ----------------------------------------------- |
| Wereldkampioenschappen worstelen 2011                     | 12-18 september 2011                                      | Istanboel                                                 | 108 (6 per klasse)                              |
| Afrikaans/Oceanisch kwalificatietoernooi                  | 16-18 maart 2012                                          | Pretoria                                                  | 36 (2 per klasse)                               |
| Pan-Amerikaans kwalificatietoernooi                       | 23-25 maart 2012                                          | Orlando                                                   | 36 (2 per klasse)                               |
| Aziatisch kwalificatietoernooi                            | 28 maart-1 april 2012                                     | Almaty                                                    | 36 (2 per klasse)                               |
| Europees kwalificatietoernooi                             | 18-22 april 2012                                          | Varna                                                     | 36 (2 per klasse)                               |
| Mondiaal kwalificatietoernooi I                           | 25-29 april 2012                                          | Taiyuan                                                   | 50 (3 mannen per klasse) (2 vrouwen per klasse) |
| Mondiaal kwalificatietoernooi II                          | 2-6 mei 2012                                              | Helsinki                                                  | 36 (2 per klasse)                               |
| Totaal                                                    | Totaal                                                    | Totaal                                                    | 338 (266 mannen) (72 vrouwen)                   |
| Aangewezen aan gastland en/of door de tripartitecommissie | Aangewezen aan gastland en/of door de tripartitecommissie | Aangewezen aan gastland en/of door de tripartitecommissie | 6                                               |
| Totaal                                                    | Totaal                                                    | Totaal                                                    | 344                                             |

## Wedstrijdschema
De wedstrijden vonden dagelijks plaats van 14:00 tot 21:15 uur (MEZT). Met uitzondering van 12 augustus (de dag van de sluitingsceremonie), die dag vonden de wedstrijden plaats van 9:30 tot 16:15 (MEZT).
| Gewichtsklasse          | Augustus                | Augustus                | Augustus                | Augustus                | Augustus                | Augustus                | Augustus                | Augustus                |
| Gewichtsklasse          | 5                       | 6                       | 7                       | 8                       | 9                       | 10                      | 11                      | 12                      |
| Mannen (Grieks-Romeins) | Mannen (Grieks-Romeins) | Mannen (Grieks-Romeins) | Mannen (Grieks-Romeins) | Mannen (Grieks-Romeins) | Mannen (Grieks-Romeins) | Mannen (Grieks-Romeins) | Mannen (Grieks-Romeins) | Mannen (Grieks-Romeins) |
| ----------------------- | ----------------------- | ----------------------- | ----------------------- | ----------------------- | ----------------------- | ----------------------- | ----------------------- | ----------------------- |
| tot 55 kg               | Goud                    |                         |                         |                         |                         |                         |                         |                         |
| tot 60 kg               |                         | Goud                    |                         |                         |                         |                         |                         |                         |
| tot 66 kg               |                         |                         | Goud                    |                         |                         |                         |                         |                         |
| tot 74 kg               | Goud                    |                         |                         |                         |                         |                         |                         |                         |
| tot 84 kg               |                         | Goud                    |                         |                         |                         |                         |                         |                         |
| tot 96 kg               |                         |                         | Goud                    |                         |                         |                         |                         |                         |
| tot 120 kg              |                         | Goud                    |                         |                         |                         |                         |                         |                         |
| Mannen (Vrije stijl)    |                         |                         |                         |                         |                         |                         |                         |                         |
| tot 55 kg               |                         |                         |                         |                         |                         | Goud                    |                         |                         |
| tot 60 kg               |                         |                         |                         |                         |                         |                         | Goud                    |                         |
| tot 66 kg               |                         |                         |                         |                         |                         |                         |                         | Goud                    |
| tot 74 kg               |                         |                         |                         |                         |                         | Goud                    |                         |                         |
| tot 84 kg               |                         |                         |                         |                         |                         |                         | Goud                    |                         |
| tot 96 kg               |                         |                         |                         |                         |                         |                         |                         | Goud                    |
| tot 120 kg              |                         |                         |                         |                         |                         |                         | Goud                    |                         |
| Vrouwen                 |                         |                         |                         |                         |                         |                         |                         |                         |
| tot 48 kg               |                         |                         |                         | Goud                    |                         |                         |                         |                         |
| tot 55 kg               |                         |                         |                         |                         | Goud                    |                         |                         |                         |
| tot 63 kg               |                         |                         |                         | Goud                    |                         |                         |                         |                         |
| tot 72 kg               |                         |                         |                         |                         | Goud                    |                         |                         |                         |
| Totaal                  | 2                       | 3                       | 2                       | 2                       | 2                       | 2                       | 3                       | 2                       |

## Medailles

### Mannen
| Onderdeel      | Goud           | Goud                  | Zilver         | Zilver                   | Brons          | Brons                                   |
| Grieks-Romeins | Grieks-Romeins | Grieks-Romeins        | Grieks-Romeins | Grieks-Romeins           | Grieks-Romeins | Grieks-Romeins                          |
| -------------- | -------------- | --------------------- | -------------- | ------------------------ | -------------- | --------------------------------------- |
| tot 55 kg      | IRI            | Hamid Sourian         | AZE            | Rovshan Bayramov         | HUN RUS        | Péter Módos Mingijan Semenov            |
| tot 60 kg      | IRI            | Omid Norouzi          | GEO            | Revaz Lashkhi            | RUS JPN        | Zaoer Koeramagomedov Ryutaro Matsumoto  |
| tot 66 kg      | KOR            | Kim Hyeon-woo         | HUN            | Tamás Lőrincz            | FRA GEO        | Steeve Guenot Manuchar Tskhadaia        |
| tot 74 kg      | RUS            | Roman Vlasov          | ARM            | Arsen Julfalakyan        | AZE LTU        | Emin Ahmadov Aleksandr Kazakevič        |
| tot 84 kg      | RUS            | Alan Choegajev        | EGY            | Karam Gaber              | KAZ POL        | Danijal Gajijev Damian Janikowski       |
| tot 96 kg      | IRI            | Ghasem Rezaei         | RUS            | Roestam Totrov           | ARM SWE        | Artoer Aleksanjan Jimmy Lidberg         |
| tot 120 kg     | CUB            | Mijaín López          | EST            | Heiki Nabi               | SWE TUR        | Johan Eurén Rıza Kayaalp                |
| Vrije stijl    |                |                       |                |                          |                |                                         |
| tot 55 kg      | RUS            | Dzjamal Otarsoeltanov | GEO            | Vladimir Khinsjegasjvili | PRK JPN        | Yang Kyong-il Shinichi Yumoto           |
| tot 60 kg      | AZE            | Toghroel Asgarov      | RUS            | Besik Koedoechov         | IND USA        | Yogeshwar Dutty Coleman Scott           |
| tot 66 kg      | JPN            | Tatsuhiro Yonemitsu   | IND            | Sushil Kumar             | CUB KAZ        | Liván López Akzjoerek Tanatarov         |
| tot 74 kg      | USA            | Jordan Burroughs      | IRI            | Sadegh Goudarzi          | HUN RUS        | Gabor Hatos Denis Tsargoesj             |
| tot 84 kg      | AZE            | Sjarif Sjarifov       | PUR            | Jaime Yusept Espinal     | IRI GEO        | Ehsan Naser Lashgari Dato Marsagishvili |
| tot 96 kg      | USA            | Jake Varner           | UKR            | Valerii Andriitsev       | AZE GEO        | Chetag Gazjoemov Giorgi Gogshelidze     |
| tot 120 kg     | UZB            | Artoer Tajmazov       | GEO            | Davit Modzmanashvili     | IRI RUS        | Khomeil Khasemi Biljal Machov           |

De Oezbeek Soslan Tigijev werd betrapt op doping en moest zijn bronzen medaille bij de 74kg vrij inleveren ten gunste van de Hongaar Hatos.

### Vrouwen
| Onderdeel | Goud | Goud              | Zilver | Zilver                  | Brons   | Brons                                  |
| --------- | ---- | ----------------- | ------ | ----------------------- | ------- | -------------------------------------- |
| tot 48 kg | JPN  | Hitomi Obara      | AZE    | Marija Stadnik          | USA CAN | Clarissa Chun Carol Huynh              |
| tot 55 kg | JPN  | Saori Yoshida     | CAN    | Tonya Lynn Verbeek      | AZE COL | Joelia Ratkevitsj Jackeline Rentería   |
| tot 63 kg | JPN  | Kaori Icho        | CHN    | Jing Ruixue             | MGL RUS | Battetseg Soronzonbold Loebov Volosova |
| tot 72 kg | RUS  | Natalja Vorobjeva | BUL    | Stanka Zlateva Hristova | KAZ ESP | Goezel Manjoerova Maider Unda          |

### Medaillespiegel
| Plaats | Land             | NOC    | Goud | Zilver | Brons | Totaal |
| ------ | ---------------- | ------ | ---- | ------ | ----- | ------ |
| 1      | Rusland          | RUS    | 4    | 2      | 5     | 11     |
| 2      | Japan            | JPN    | 4    | 0      | 2     | 6      |
| 3      | Iran             | IRI    | 3    | 1      | 2     | 6      |
| 4      | Azerbeidzjan     | AZE    | 2    | 2      | 3     | 7      |
| 5      | Verenigde Staten | USA    | 2    | 0      | 2     | 4      |
| 6      | Cuba             | CUB    | 1    | 0      | 1     | 2      |
| 8      | Oezbekistan      | UZB    | 1    | 0      | 0     | 1      |
| 8      | Zuid-Korea       | KOR    | 1    | 0      | 0     | 1      |
| 9      | Georgië          | GEO    | 0    | 3      | 3     | 6      |
| 10     | Hongarije        | HUN    | 0    | 1      | 2     | 3      |
| 11     | Armenië          | ARM    | 0    | 1      | 1     | 2      |
| 11     | Canada           | CAN    | 0    | 1      | 1     | 2      |
| 11     | India            | IND    | 0    | 1      | 1     | 2      |
| 14     | Bulgarije        | BUL    | 0    | 1      | 0     | 1      |
| 14     | China            | CHN    | 0    | 1      | 0     | 1      |
| 14     | Egypte           | EGY    | 0    | 1      | 0     | 1      |
| 14     | Estland          | EST    | 0    | 1      | 0     | 1      |
| 14     | Oekraïne         | UKR    | 0    | 1      | 0     | 1      |
| 14     | Puerto Rico      | PUR    | 0    | 1      | 0     | 1      |
| 20     | Kazachstan       | KAZ    | 0    | 0      | 3     | 3      |
| 21     | Zweden           | SWE    | 0    | 0      | 2     | 2      |
| 22     | Colombia         | COL    | 0    | 0      | 1     | 1      |
| 22     | Frankrijk        | FRA    | 0    | 0      | 1     | 1      |
| 22     | Litouwen         | LTU    | 0    | 0      | 1     | 1      |
| 22     | Mongolië         | MGL    | 0    | 0      | 1     | 1      |
| 22     | Noord-Korea      | PRK    | 0    | 0      | 1     | 1      |
| 22     | Polen            | POL    | 0    | 0      | 1     | 1      |
| 22     | Spanje           | ESP    | 0    | 0      | 1     | 1      |
| 22     | Turkije          | TUR    | 0    | 0      | 1     | 1      |
| Totaal | Totaal           | Totaal | 18   | 18     | 36    | 72     |